# Rainier de Toscana
Rainier a fost Margraf de Toscana de la 1014 la 1027.
După moartea împăratului romano-german Henric al II-lea, al cărui susținător a fost, Rainier de Toscana a fost opozantul noului împărat, Conrad al II-lea. Când acesta din urmă a coborât în Italia pentru a primi Coroana de fier a regilor longobarzi și titlul de împărat, a fost nevoie să lupte împotriva lui Rainier, pe care l-a și depus, înlocuindu-l cu propriul său partizan, Bonifaciu de Canossa. 

## Trimiteri
- Duff, Nora (1909). Matilda of Tuscany: La Gran Donna d'Italia. London: Methuen & Co.